# 小田育宏
小田 育宏（おだ いくひろ）は神戸出身の歌手である。1992年アルファレコードよりデビュー。

## ディスコグラフィー

### シングル
- 真夜中の向こう側（1992年5月21日）c/w 抱きしめたい
- Touch（1992年12月21日）c/w 君を想い出す
- 君に…君に逢える夏（1993年5月10日）c/w ふたり
- 君のイメージ（1993年11月21日）c/w 真夜中の向こう側（ニュー・ヴァージョン）

### アルバム
- talk to you（1992年5月21日）
- 抱きしめたい（1993年4月21日）

| スタブアイコン | サブスタブ | この項目は、まだ閲覧者の調べものの参照としては役立たない、歌手に関連した書きかけの項目です。この項目を加筆・訂正などしてくださる協力者を求めています（P:音楽/PJ:芸能人）。 |